# NGC 1566
NGC 1566, de vegades coneguda com el Ballarí espanyol, és una galàxia espiral intermèdia a la constel·lació de l'Orada. És el membre dominant i més brillant del grup de l'Orada, i és de les galàxies Seyfert més brillants del cel. La lluminositat absoluta és de 3.7×10¹⁰ masses solars, i es calcula que conté 1.4×10¹⁰ masses solars d'H I.

## SN 2010el
El 19 de juny de 2010, Berto Monard de Sud-àfrica va detectar una magnitud de 16 supernoves a 13" de l'oest i 22" del sud del centre d'NGC 1566 a les coordenades 04 19 58.83 -54 56 38.5.